# Firule
 Ovo je glavno značenje pojma Firule. Za plažu u Splitu pogledajte Plaža Firule.
Firule su predio u gradu Splitu, Hrvatska. Sam predio Firule poznat je po bolnici koja je smještena na tom području, kao i po teniskom centru i terenima na kojima su odrasli najbolji hrvatski tenisači - Nikola Pilić, Željko Franulović, Goran Ivanišević, Mario Ančić i drugi. U kotaru se nalazi plaža Firule.